# Dalton Eiley
Dalton Eiley (né le 12 octobre 1983) est un défenseur de football bélizien qui joue à Toledo Ambassadors, présent dans le Championnat du Belize de football.

## Carrière en club
Dalton Eiley est professionnel depuis 2004. Il joue au Belize. Après deux années chez les Placencia Pirates, il signe chez les Tex Mae Boys Mango Creek. Ayant toujours joué en première division, Dalton doit découvrir la deuxième division belizienne, à la suite de la relégation du club en D2, pour la saison 2008-2009. Sa carrière est relancée lorsqu'il signe un contrat avec Toledo Ambassadors, club de première division, en 2010. Il est depuis, toujours dans ce club.

## Carrière internationale
Le défenseur central est appelé pour la première fois en sélection nationale en 2005. Au fil des années, il devient un joueur indispensable à l'équipe, au tel point de devenir le capitaine de l'équipe. Il mène sa sélection à une belle surprise en 2013, quand le Belize termine quatrième de la Copa Centroamericaina, permettant ainsi aux béliziens de participer pour la première fois de leur histoire à la Gold Cup. Ils sont éliminés au premier tour, mais l'exploit d'avoir été présent reste.